# Sent Julian de Bòrt
Sent Julian prep Baurt (en francès Saint-Julien-près-Bort) és un municipi francès situat al departament de la Corresa i a la regió de la Nova Aquitània.

## Demografia
| 1962                                       | 1968 | 1975 | 1982 | 1990 | 1999 | 2007 |
| ------------------------------------------ | ---- | ---- | ---- | ---- | ---- | ---- |
| 543                                        | 459  | 367  | 350  | 373  | 369  | 417  |
| Des de 1962: població sense dobles comptes |      |      |      |      |      |      |

## Administració
| Període | Identitat        | Partit |
| ------- | ---------------- | ------ |
| 1995-   | Gilbert Fournial | PS     |